# Aremi Fuentes
Aremi Fuentes Zavala, född 23 maj 1993, är en mexikansk tyngdlyftare.

## Karriär
I augusti 2021 vid OS i Tokyo tog Fuentes brons i 76-kilosklassen efter att ha lyft totalt 245 kg.